# 鲍珊菊
鲍珊菊（1997年11月3日—），河南洛阳人，中国女子场地自行车运动员。2021年代表中国队参加在日本东京举办的2020年夏季奥林匹克运动会上与队友钟天使获得女子团体竞速赛冠军，并打破该项目世界纪录。

## 简历
2012年入选洛阳市自行车队，2013年进入省队，2018年进入国家队。曾取得过世界杯金牌。
2018年在马来西亚汝来举办的亚洲场地自行车锦标赛上获得凯琳赛第4名。
在2020年9月举行的全国场地锦标赛中，她在两天之内夺得250米个人计时赛、500米个人计时赛以及团体竞速赛三枚金牌，并四度打破两项全国纪录。
2021年，与队友钟天使以31秒895的成绩蝉联东京奥运会女子团体竞速赛冠军，并在之前的预赛中以31秒804打破该项目世界纪录。她为洛阳实现了奥运金牌零的突破。她在奧運會頒獎儀式上佩戴毛澤東像章，違反了《奧林匹克憲章》的第50條：禁止在奧運場館「進行任何形式的示威或政治、宗教或種族宣傳」。國際奧委會警告了她，並得到中國奧委會保證，不會再發生這種情況。
2022年5月3日被授予中国青年五四奖章。